# Summassaari
Summassaari är en ö i Finland. Den ligger i sjön Summanen och i kommunen Saarijärvi i den ekonomiska regionen  Saarijärvi-Viitasaari och landskapet Mellersta Finland, i den centrala delen av landet, 280 km norr om huvudstaden Helsingfors. Öns area är 1,37 kvadratkilometer och dess största längd är 2,4 kilometer i sydöst-nordvästlig riktning.  I Summassaari finns viktiga arkeologiska boplatser från stenålder.